# Herb Solca Kujawskiego
Herb Solca Kujawskiego – jeden z symboli miasta Solec Kujawski i gminy Solec Kujawski w postaci herbu.

## Wygląd i symbolika
Herb przedstawia na srebrnym polu gotyckiej tarczy herbowej bramy miasta, składające się z dwóch ceglanych, czerwonych wież blankowanych, połączonych czerwonym, ceglanym, blankowanym murem. W każdej z wież znajduje się wąska srebrna strzelnica, natomiast w murze łączącym wieże srebrna brama z otwartymi złotymi wrotami, posiadającymi po dwa czarne okucia każde. W bramie czarna krata (brona) opuszczona do 1/3 wysokości. Powyżej linii muru znajduje się wizerunek (popiersie) świętego Stanisława Biskupa i Męczennika – patrona Polski oraz miasta. Postać świętego jest w błękitnych szatach i również błękitnej infule z elementem złotym. Trzyma on w lewej ręce złoty pastorał. Po obu stronach głowy świętego widnieją dwie litery S, będące skrótem łacińskich słów Sanctus Stanislaus (pol.: Święty Stanisław).

## Historia

Dawny herb Solca

Na pieczęci miasta jest herb ziemi kujawskiej z głoską S w środku; u spodu wstęga z datą 1325 r.

Solec Kujawski w chwili przejęcia przez Prusy nie posiadał własnego herbu. W czasach rozbiorów w Poznańskim Archiwum Państwowym znaleziono kilka dobrze zachowanych odcisków pieczęci miasta z roku 1781. Zostały one wykonane na podstawie słabej jakości odcisków pochodzących z XVI i XVII wieku. Na podstawie owych pieczęci, w roku 1897, monachijski artysta malarz Otto Hupp zaprojektował nowy herb miasta. 18  października 1898 herb przyjęło zgromadzenie Rady Miasta, a następnie został on zatwierdzony przez rząd pruski.
W 2003 roku rada miejska zatwierdziła nowy herb, różniący się od tego zaprojektowanego przez Huppa. Dawniej mury przedstawione były na tle niebieskim i były koloru srebrnego. Wieże posiadały szpiczaste dachy, a na spinającej ornat biskupi szarfie widniała data 1325 – rok uzyskania przez miasto praw miejskich. Istotną różnicą jest również liczba strzelnic w wieżach – dawniej było ich trzy w każdej wieży i były koloru czarnego. Pierwowzór herbu nie posiadał ponadto krat.